# Lundenskolan
Lundenskolan är en kommunal grundskola vid Kärralundsgatan i stadsdelen Lunden i Göteborg. Skolan invigdes den 15 maj 1914 och togs i bruk på höstterminen samma år.

## Byggnaderna
Skolan består av sex hus av varierande ålder.

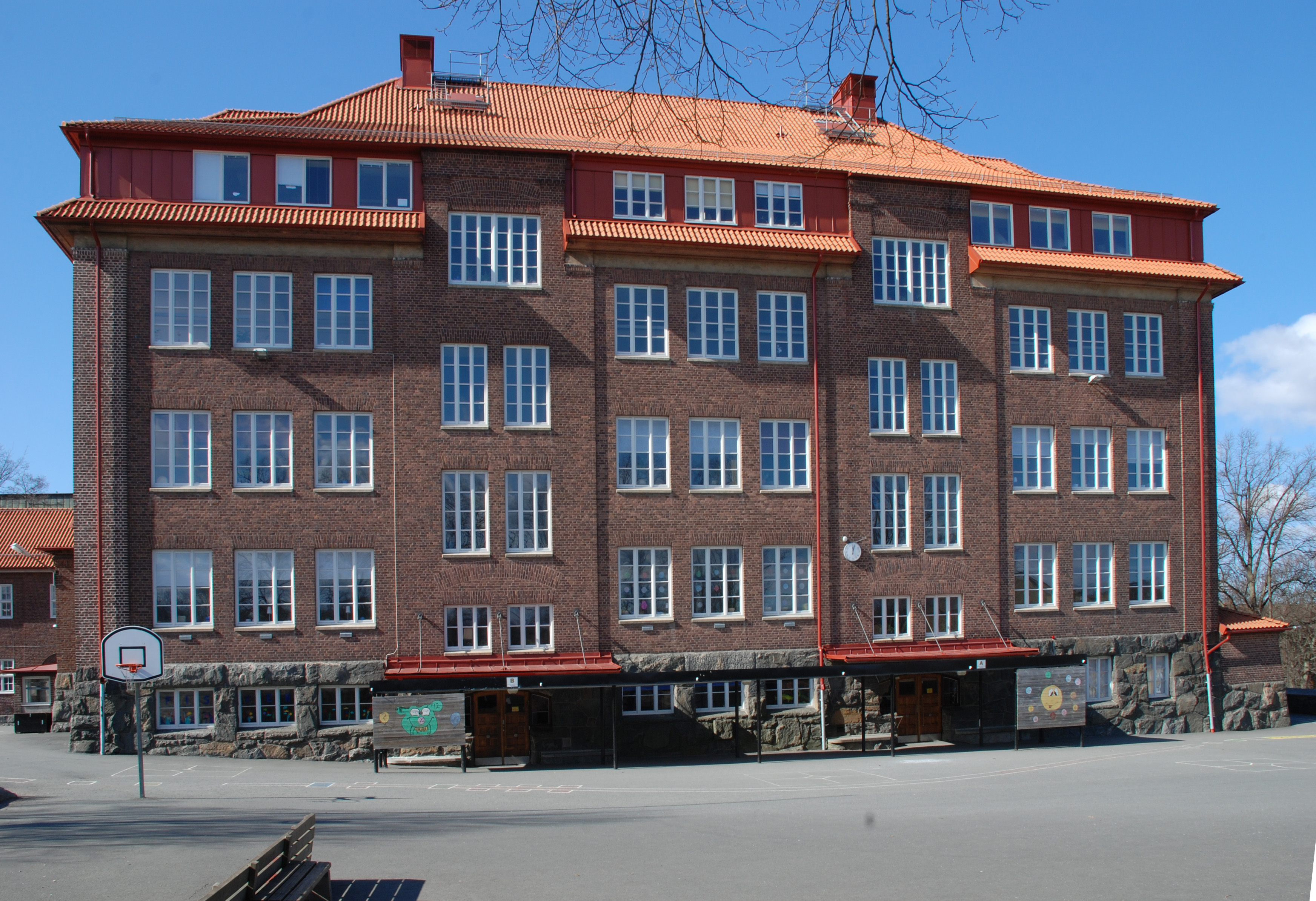
Gamla Lundenskolan

### Gamla Lundenskolan

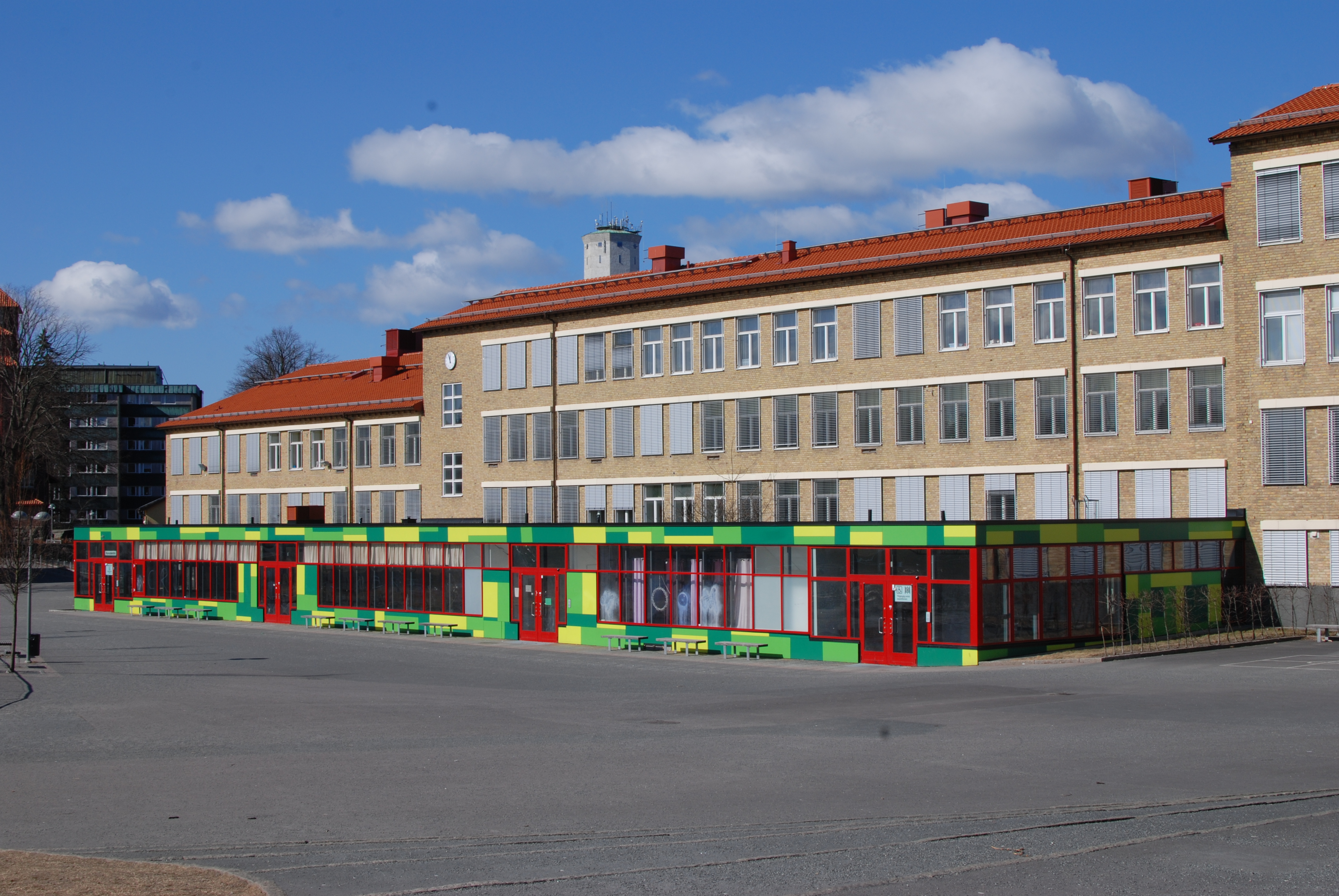
Nya Lundenskolan med Lundens vattentorn som skymtar över taket

År 1901 bildades Lundens municipalsamhälle och för den relativt stora befolkningen byggdes en skola 1914.
Huvudbyggnaden uppfördes 1914 efter ritningar av Eugen Thorburn och utformades i nationalromantisk stil. Källarvåningen är utförd av granit, fasaderna är av mörkt rödbrunt tegel med infärgade fogar och fönstren har smårutsindelning. Karaktäristiska detaljer är de robusta skyddstaken över hörnentréerna.
År 1926 utökades skolan med en gymnastikbyggnad ritad av Ernst Brihs. Den har två hela våningar och materialet är i huvudsak detsamma som var på huvudbyggnaden.
Gamla Lundenskolan kostade 264 000 kronor (1914) och hade 34 lokaliteter vid invigning.

### Nya Lundenskolan
År 1946 uppfördes en tredje skolbyggnad, Nya Lundenskolan. Arkitekt var Erik Holmdal. Den placerades utanför den gamla skolgårdens stenmur och utformades med tre sammanbyggda längor i två–tre våningar. Fasaderna är av gult tegel och har en sparsam dekor i klassicistisk anda, bland annat taklister med tandsnitt. 
Till skolan hör också en vaktmästarbostad samt ett par byggnader uppförda efter 1960 som inte ingår i bevaringsprogrammet. Lundenskolan har en ovanlig kombination av välbevarade byggnader från olika epoker.
Nya Lundenskolan kostade 1 810 255 kronor (1946) och hade 49 lokaliteter vid invigning.

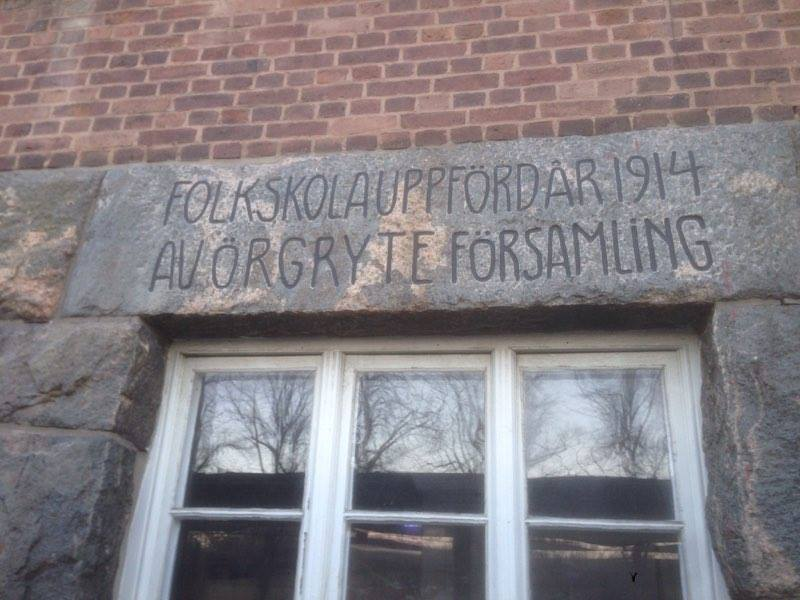
Text på Gamla Lundenskolans fasad
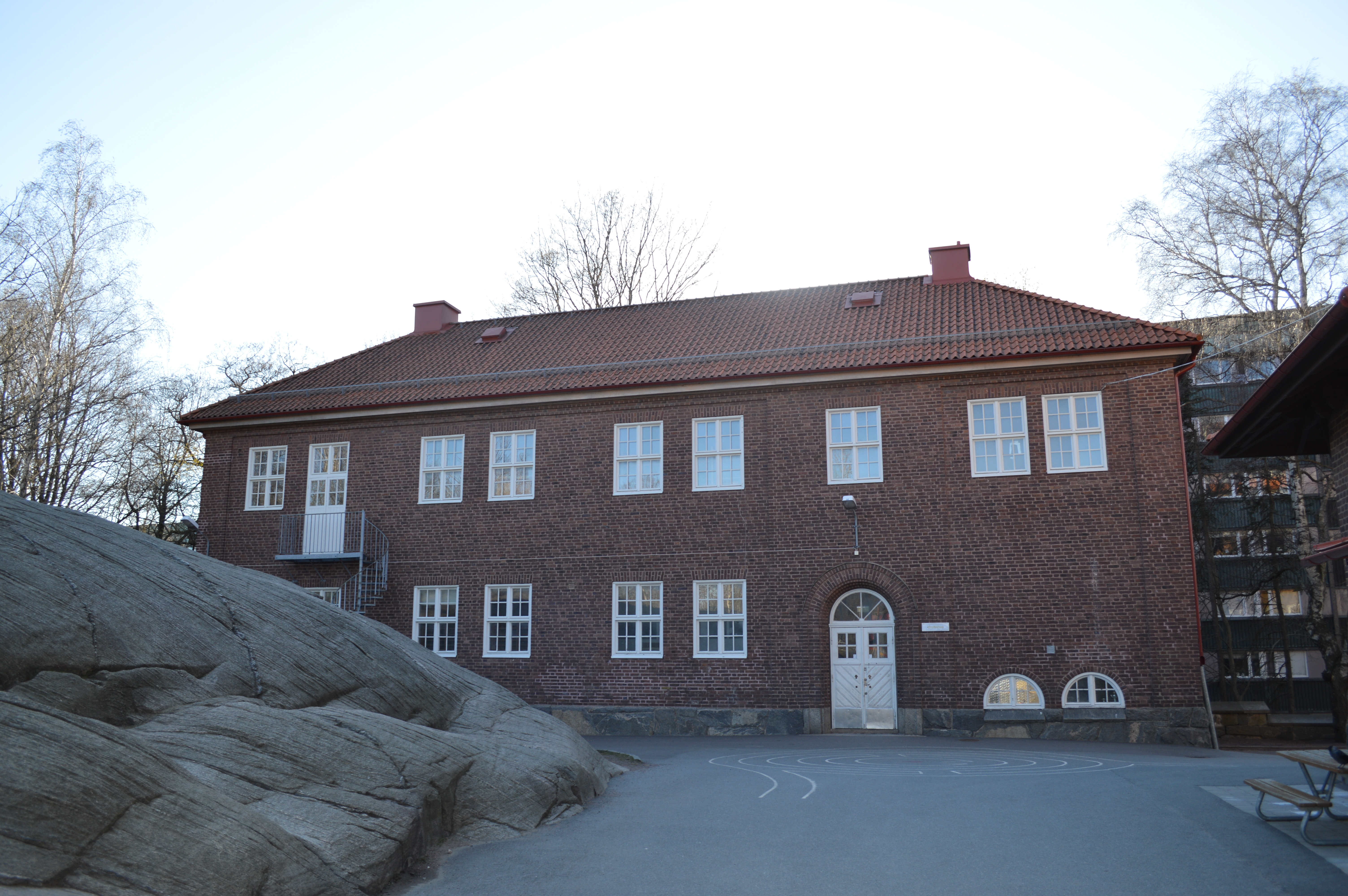
Gamla Lundenskolans gymnastikbyggnad sedd från skolgården
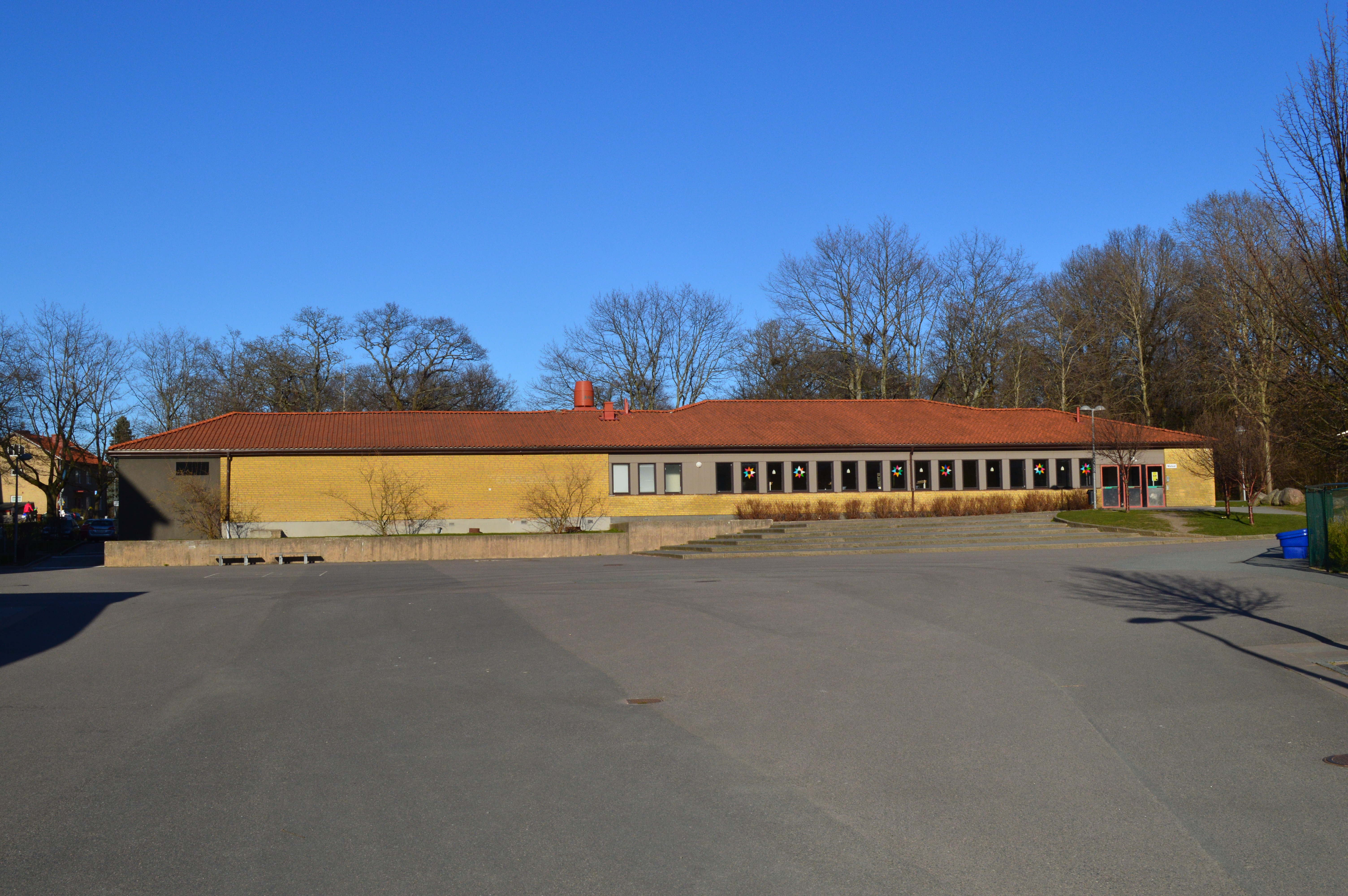
Lundenskolans matsal

## Lundenhallen
I slutet av 2018 fick skolan en ny fullskalig idrottshall med läktarplats för ca 500 åskådare. Skolans elever har varit delaktiga i planeringen av hallen.
Lundenhallen kommer att vara en anslutande byggnad till befintlig idrottshall till Lundenskolan. Den nya anläggningen kommer vara av typen multisportanläggning som består av en fullskalig idrottshall samt en gymnastikhall. Den kommer även innehålla rum för omklädning, café teorisalar mm.
Anläggningen är tänkt att användas av skola samt föreningsverksamhet.